# Bertiera
Bertiera Aubl., 1775 è un genere di piante della famiglia delle Rubiacee. È l'unico genere della tribù Bertiereae.

## Distribuzione e habitat
L'areale del genere si estende nella fascia tropicale dell'America e dell'Africa, spingendosi nell'oceano indiano sino al Madagascar e all'arcipelago delle Mascarene.

## Tassonomia
Il genere comprende le seguenti specie:
- Bertiera adamsii (Hepper) N.Hallé
- Bertiera aequatorialis N.Hallé
- Bertiera aethiopica Hiern
- Bertiera angusiana N.Hallé
- Bertiera angustifolia Benth.
- Bertiera annobonensis G.Taylor ex Mildbr.
- Bertiera arctistipula N.Hallé
- Bertiera batesii Wernham
- Bertiera bicarpellata (K.Schum.) N.Hallé
- Bertiera bistipulata Bojer ex Wernham
- Bertiera borbonica A.Rich. ex DC.
- Bertiera bracteolata Hiern
- Bertiera bracteosa (Donn.Sm.) B.Ståhl & L.Andersson
- Bertiera breviflora Hiern
- Bertiera brevithyrsa A.P.Davis
- Bertiera chevalieri Hutch. & Dalziel
- Bertiera congolana De Wild. & T.Durand
- Bertiera crinita (A.Rich.) Wittle & A.P.Davis
- Bertiera elabensis K.Krause
- Bertiera fimbriata Hepper
- Bertiera globiceps K.Schum.
- Bertiera gonzaleoides Griseb.
- Bertiera guianensis Aubl.
- Bertiera heterophylla Nguembou & Sonké
- Bertiera iturensis K.Krause
- Bertiera lanx N.Hallé
- Bertiera laurentii De Wild.
- Bertiera laxa Benth.
- Bertiera laxissima K.Schum.
- Bertiera ledermannii K.Krause
- Bertiera lejolyana Nguembou & Sonké
- Bertiera letouzeyi N.Hallé
- Bertiera longiloba K.Krause
- Bertiera longithyrsa Baker
- Bertiera loraria N.Hallé
- Bertiera lujae De Wild.
- Bertiera naucleoides (S.Moore) Bridson
- Bertiera orthopetala (Hiern) N.Hallé
- Bertiera parviflora Spruce ex K.Schum.
- Bertiera pauloi Verdc.
- Bertiera pedicellata (Hiern) Wernham
- Bertiera procumbens K.Schum. & K.Krause
- Bertiera pubiflora (Steyerm.) L.Andersson & B.Ståhl
- Bertiera racemosa (G.Don) K.Schum.
- Bertiera retrofracta K.Schum.
- Bertiera rosseeliana Sonké, Esono & Nguembou
- Bertiera rufa A.Rich. ex DC.
- Bertiera rugosa L.Andersson & C.H.Perss.
- Bertiera sphaerica N.Hallé
- Bertiera spicata (C.F.Gaertn.) K.Schum.
- Bertiera subsessilis Hiern
- Bertiera tessmannii K.Krause
- Bertiera thollonii N.Hallé
- Bertiera thonneri De Wild. & T.Durand
- Bertiera troupinii N.Hallé
- Bertiera viburnoides (Standl.) J.H.Kirkbr.
- Bertiera zaluzania Comm. ex C.F.Gaertn.